# Carsa Edizioni
Carsa Edizioni è una casa editrice italiana con sede a Pescara fondata nel 1980 da Roberto Di Vincenzo e Giovanni Tavano.
Avendo edito oltre 800 titoli e con oltre 20.000 volumi venduti ogni anno, Carsa Edizioni è un medio editore secondo i criteri ISTAT.
La Casa Editrice è specializzata in pubblicazioni riguardanti la valorizzazione dei territori e dei patrimoni locali, anche attraverso collaborazioni con associazioni come Legambiente e diversi parchi nazionali. 
Fa parte del gruppo Carsa, che si occupa di comunicazione integrata, editoria, ricerche socio economiche e di mercato, partecipazione a progetti europei ed organizzazione di eventi.
Le pubblicazioni riguardano principalmente guide e grandi volumi illustrati. Tra le collane del catalogo vi sono:
- gli scrigni: guide storico-artistiche dedicate al patrimonio monumentale, sia come presentazione di singoli monumenti, sia come percorsi circuiti tematici ed alle città d'arte;
- le gemme: guide dedicate ad ambienti naturali e paesaggistici;
- meraviglie sconosciute d'Italia: collana prodotta in collaborazione con quotidiani che propone serie di dodici guide raccolte in un cofanetto illustrato;
- storia e antropologia del territorio: collana di saggistica che si occupa di vicende storiche, patrimoni culturali e aspetti antropologici dei territori locali;
- opus: collana di storia, architettura e restauro promossa dall'Università degli Studi "Gabriele d'Annunzio".
- Heritage - Patrimoni: collana più recente che vira verso la produzione condivisa, in cui scrittori affermati[9] intervengono con racconti originali per dare valore ai miti locali; i social network diventano il luogo di produzione delle immagini attraverso contest[10], ma anche di divulgazione e vendita; i libri vengono finanziati dal territorio e dai suoi attori economici come strumento per affermare un’identità condivisa. La diffusione avviene con due edizioni distinte che permettono un’ampia divulgazione grazie anche alla coedizione con il Touring Club Italiano.[11]

## Premi e riconoscimenti degli autori Carsa Edizioni
- Premio Nonino per la produzione del volume “Pietre nude – L'Italia dell’Architettura spontanea in pietra a secco” di Alfonso Alessandrini.[12]
- Premio Gambrinus “Giuseppe Mazzotti” per la letteratura di montagna con il Volume “Free K2. La prima avventura in soccorso delle grandi montagne della terra”.[13]
- Premio Internazionale CERAV - Centro Europeo di Ricerche sull’Architettura Vernacolare di Parigi con il volume “Pietre d'Abruzzo. L’architettura agro-pastorale spontanea in pietra a secco” di Edoardo Micati.[14]